# بییابراس
ویلابراز (به اسپانیایی: Villabraz) یکی از دهستان‌های اسپانیا است که در استان لئون، اسپانیا واقع شده‌است.

## خصوصیات
ویلابراز ۳۶ کیلومترمربع مساحت و ۱۱۰ نفر جمعیت دارد و ۸۴۸ متر بالاتر از سطح دریا واقع شده‌است.